# Joaquim Miranda Sarmento
Joaquim José Miranda Sarmento (ur. 7 sierpnia 1978 w Lizbonie) – portugalski ekonomista, nauczyciel akademicki i polityk, poseł do Zgromadzenia Republiki, od 2024 minister stanu i minister finansów.

## Życiorys
Ukończył zarządzanie w instytucie gospodarki i zarządzania ISEG, uzyskał magisterium z finansów w instytucie uniwersyteckim ISCTE. Doktoryzował się w tej samej dziedzinie na Uniwersytecie w Tilburgu. W latach 1999–2010 był urzędnikiem w ministerstwie finansów, następnie do 2011 pracował w UTAO (instytucji do spraw budżetu przy parlamencie). W 2007 został nauczycielem akademickim w instytucie ISEG, włączonym później w struktury Uniwersytetu Lizbońskiego. W latach 2012–2016 pełnił funkcję głównego doradcy prezydenta Aníbala Cavaco Silvy.
Zaangażował się w działalność polityczną w ramach Partii Socjaldemokratycznej. W 2022 uzyskał mandat deputowanego do Zgromadzenia Republiki, w którym objął funkcję przewodniczącego frakcji PSD. Z powodzeniem ubiegał się o poselską reelekcję w wyborach w 2024 i 2025.
W kwietniu 2024 objął stanowiska ministra stanu i ministra finansów w rządzie Luísa Montenegra. W czerwcu 2025 pozostał na tych funkcjach w drugim gabinecie lidera PSD.

## Odznaczenia
- Wielki Oficer Orderu Infanta Henryka (2016)[8]